# دهستان کایو
دهستان کایو (به لاتین: Kaiu Parish) یک دهستان در استونی است که در شهرستان راپلا واقع شده‌است.

## خصوصیات
دهستان کایو ۲۶۱ کیلومترمربع مساحت و ۱٬۷۰۰ نفر جمعیت دارد.